# Alfred Richard Orage
Alfred Richard Orage (Dacre, 22 gennaio 1873 – Londra, 6 novembre 1934) è stato un filosofo e editore britannico.

## Storia
Nato in un paesello dello Yorkshire, cresce in una famiglia di religione protestante non conformista, ed il suo maestro delle elementari è un aderente al Partito Laburista Indipendente, che lo spinge allo studio di Platone e Edward Carpenter. 
Nel 1890, disilluso dal socialismo abbraccia la teosofia e studia Friedrich Nietzsche. Nel 1907, insieme a Holbrook Jackson rileva la rivista fabiana "The New Age", alla quale iniziano a collaborare Ezra Pound, Ramiro de Maeztu, George Bernard Shaw, William Butler Yeats. Come editore pubblica le opere prime di Dylan Thomas, Clifford Hugh Douglas e Katherine Mansfield  e  prende parte alle attività della Fabian Society. Nel 1922 all'età di 49 anni abbandona l'attività di editore per essere iniziato alla scuola di Gurdjieff di cui diventerà uno dei maggiori esponenti.

## Opere in Italiano
- La comprensione dell'Essere, Edizioni Adea 2001 (titolo originale The Active Mind)
- Studi sull'anima e sulla coscienza, Edizioni Psiche 2007 (a cura di Dario Chioli)
- Incontri con Gurdjieff, Casa editrice AH! - Fabrizio Ponzetta Editore 2012